# Rito romano
Il rito romano è il rito liturgico tramandato dalla Chiesa di Roma ed è attualmente quello più diffuso del cristianesimo.
Anticamente esistevano altri riti non solo orientali ma anche occidentali: anche nella Chiesa latina, infatti, accanto alla tradizione liturgica tipica della chiesa di Roma convivevano molti riti locali. Le maggiori chiese locali, infatti, esprimevano un proprio rito particolare. In seguito, data l'importanza attribuita a Roma, identificata come luogo del martirio dei santi Pietro e Paolo, sede del papato e capitale dell'impero romano, il suo rito liturgico venne adottato o imposto altrove, rimpiazzando quasi tutti gli altri.
In particolare, con la riforma carolingia la liturgia romana venne diffusa tra le varie chiese del Sacro romano impero, molte delle quali peraltro non avevano ancora libri liturgici strutturati e completi come le diocesi più grandi.
Dopo il Concilio di Trento papa Pio V, con la bolla Quo primum tempore del 14 luglio 1570, stabilì che rimanessero in vigore solo i riti locali che potessero vantare un'antichità di almeno duecento anni. Alcuni riti non soppressi nel 1570, come il rito lionese e quelli di certi ordini religiosi, sono stati abbandonati successivamente, soprattutto dopo il Concilio Vaticano II. Sopravvivono il rito ambrosiano, il rito mozarabico, il rito di Braga e quello dell'Ordine certosino. Con queste poche eccezioni il rito romano oggigiorno è in uso nell'intera Chiesa latina.
Nella Chiesa cattolica il rito romano è il maggiore in termini di diffusione, e per questo si tende a volte a considerarlo erroneamente l'unico cattolico, dimenticando l'esistenza degli altri, sia della Chiesa latina sia delle Chiese cattoliche orientali.

## Origini e storia
I primi resoconti della celebrazione della liturgia cristiana a Roma sono quelli di Giustino martire, a metà del II secolo, che però non indicano quali caratteristiche distinguessero la liturgia romana da quella di altre parti del mondo cristiano. Nemmeno la Tradizione Apostolica, che in passato veniva erroneamente attribuita a Ippolito di Roma (170?-235?), riguarda specificamente il rito romano. L'origine del rito romano è dunque oscura: i più antichi manoscritti esistenti suggeriscono che intorno al 270 (parallelamente alla stessa occorrenza nell'Africa settentrionale) la liturgia del rito romano fu gradualmente tradotta dal greco al latino.
Una caratteristica distintiva dell'antico rito romano consiste nelle sue preghiere solenni, che incominciano ciascuna con l'indicazione, pronunciata dal vescovo/sacerdote, di un'intenzione per cui orare, proseguono con la preghiera silenziosa di tutta l'assemblea, e si concludono con la colletta pronunciata dal vescovo/sacerdote. Durante il tempo di Quaresima, il diacono ordinava ai fedeli di inginocchiarsi (Flectamus genua) per la preghiera silenziosa e poi ad alzarsi (Levate) per la colletta conclusiva. Le preghiere solenni caddero in disuso e sopravvivono solo nella celebrazione del Venerdì Santo.
Altra caratteristica del primitivo rito romano era la litania, nota come la Deprecatio Gelasii, tradizionalmente attribuita a papa Gelasio I (492–496). Era molto simile all'ektenia della Divina Liturgia dell'Oriente cristiano, con l'invito del diacono e la risposta dell'assemblea "Signore, abbi pietà" (Kyrie eleison). Nel tempo questa litania è scomparsa, o abbreviata nel Kyrie eleison attuale o semplicemente abbandonata a favore delle litanie processionali.

## Messa
Ciascuna messa del rito romano contiene una parte fissa (preghiere e riti comuni a tutte le messe) e una parte mobile, detto il proprio, che cambia a seconda della circostanza o della celebrazione specifica: il proprio del tempo (es. in Avvento, in Quaresima), il proprio dei santi (nelle cui celebrazioni alcune parti possono essere comuni a più santi della stessa classe), le messe rituali per certi sacramenti come il matrimonio o l'ordinazione, messe per varie necessità e occasioni, messe votive, messe per i defunti.
Le parti mobili comprendono letture, preghiere e canti che hanno relazioni con la circostanza, mentre le parti fisse (es. presentazione delle offerte, consacrazione, Padre nostro, comunione) sono sempre uguali.
La struttura della messa è suddivisa in due parti: la Liturgia della parola e quella eucaristica.
Il rito romano si distingue anche per l'uso di colori diversi nei paramenti liturgici.

### Celebranti
A partire dall'edizione del 1969 del Messale Romano il rito romano ammette espressamente la concelebrazione della messa da parte di più sacerdoti. Nelle edizioni anteriori del Messale, la concelebrazione non è mai prevista. Nel rito romano del I millennio la concelebrazione è presente in forme e circostanze diverse, fino a tramontare nel XII secolo. Fra il 1572 e il 1962, dalla prima all'ultima edizione, il Messale romano tridentino non include né esclude il concetto della concelebrazione, menzionata nelle edizioni tridentine del Pontificale Romanum dalla prima (1594) all'ultima, le quali prevedevano la concelebrazione solo nel rito dell'ordinazione presbiterale e della consacrazione episcopale,. Per esempio nella consacrazione episcopale il consacrante e il nuovo vescovo celebravano la "messa dei catecumeni" in cappelle distinte ma, compiuta l'ordinazione del nuovo vescovo, il consacrante e il consacrata concelebravano la "messa dei fedeli" allo stesso altare a partire dall'orazione sulle offerte.
A parte il celebrante o i concelebranti, gli altri sacerdoti eventualmente partecipanti agiscono come ministri o sono semplici assistenti. È possibile anche una messa presieduta da un vescovo, ma non da lui celebrata. Se, per una giusta causa, un vescovo presente a una messa celebrata da un presbitero non celebra l'eucaristia, gli si raccomanda di presiedere la celebrazione, guidando almeno la liturgia della parola e benedicendo alla fine il popolo. Se egli non presiede in questa maniera la liturgia, assiste vestito dell'abito corale (con mozzetta e rocchetto) in un luogo adatto ma non alla cattedra. Può portare la cappa magna soltanto in diocesi e nelle feste solennissime.
Nel rito romano, come in tutti gli altri riti liturgici della Chiesa cattolica, possono celebrare la messa solo i presbiteri e i vescovi. Il cardinalato di per sé non abilita alla celebrazione della messa, ma dalla morte di Teodolfo Mertel nel 1899 non esiste più alcun cosiddetto cardinale laico. Il Codice Piano Benedettino del 1917 stabilì che chi è creato cardinale deve essere almeno presbitero, e l'attuale Codice di diritto canonico aggiunge che chi non è già vescovo alla nomina deve poi essere ordinato vescovo.
"I fedeli nella celebrazione della messa formano la gente santa, il popolo che Dio si è acquistato e il sacerdozio regale, per rendere grazie a Dio, per offrire la vittima immacolata non soltanto per le mani del sacerdote ma anche insieme con lui, e per imparare a offrire se stessi". Un diacono partecipante svolge funzioni specifiche. Anche un accolito e un lettore istituiti hanno compiti particolari, che nella loro mancanza sono affidati ad altri ministri laici: portare la croce, i ceri, il turibolo, il pane, il vino, l'acqua e proclamare le letture bibliche. Alcuni possono essere designati ministri straordinari della comunione (non dell'eucaristia). Altri compiti sono quelli del salmista, del cantore, del maestro del coro e del coro stesso, del sacrista, del commentatore, di coloro che raccolgono le offerte dei fedeli e di coloro che accolgono i fedeli alla porta della chiesa, li dispongono ai propri posti e ordinano i loro movimenti processionali.

## Incensazione
Con l'incensazione si rende onore a certe persone e cose. Nell'incensare l'ostia e il calice presentati al popolo dopo la consacrazione, si sottolinea che il pane e il vino sono diventati realmente il Corpo e il Sangue del Signore. Minore è l'onore che si fa in altri casi di incensazione di persone e di oggetti.
Nel rito romano (qui molto diverso dall'ambrosiano) si fanno oscillare il turibolo in avanti e indietro con tre tiri doppi per il Santissimo Sacramento, per la croce d'altare, per l'Evangelario alla proclamazione del Vangelo, per la reliquia e le immagini di Gesù esposte alla pubblica venerazione, per il sacerdote e per il popolo; con due tiri doppi si incensano le reliquie e le immagini dei santi esposte alla pubblica venerazione; con singoli tiri si incensa l'altare girandogli attorno o, se esso è addossato alla parete, passandone prima la parte destra, poi la sinistra.
Prima e dopo l'incensazione si fa un profondo inchino alla persona o alla cosa che viene incensata. Due sono le eccezioni: all'altare e alle offerte per la Messa non si fa inchino.
L'incensazione del sacerdote e del popolo e quella all'ostensione dell'ostia e del calice vengono effettuate dal diacono o da un ministrante, le altre dal sacerdote stesso.

## Candele
Nella messa di rito romano l'altare è ornato da almeno due candelabri posti sopra o vicino all'altare con i ceri accesi. Il numero può essere aumentato a quattro o a sei, specialmente nelle messe domenicali e festive di precetto. I candelabri devono essere sette quando celebra il vescovo della diocesi.
Nel presbiterio della chiesa durante i cinquanta giorni del tempo pasquale si trova inoltre il cero pasquale, che viene acceso obbligatoriamente per le messe più solenni (delle domeniche, delle solennità e di tutti i giorni dell'ottava di Pasqua) e facoltativamente in altre celebrazioni liturgiche dello stesso periodo. Dopo Pentecoste è messo nel battistero ed è usato nel rito del battesimo. Nelle esequie può essere messo accanto alla bara.
Nella veglia pasquale il cero pasquale, ornato con cinque grani di incenso e acceso dal nuovo fuoco benedetto è usato per la benedizione dell'acqua. I cinque grani di incenso, che ricordano le cinque piaghe di Cristo, sono attaccati a spilloni che vengono conficcati nel cero a forma di croce. Sopra e sotto vi sono incise rispettivamente la prima e l'ultima lettera dell'alfabeto greco, l'alfa e l'omega, e attorno alla croce le quattro cifre dell'anno in corso.
L'origine del rito intorno al cero pasquale in tale veglia è da ricercare probabilmente nel rito della luce (il lucernario) con il quale i cristiani primitivi iniziavano la veglia di ogni domenica e di cui una variante, il rito del lucernario, persiste nelle celebrazioni vespertine del rito ambrosiano.
Inoltre vi sono i ceri nella festa della Presentazione del Signore al tempio, chiamata "Candelora", benedetti e distribuiti ai fedeli in questa festa; le candele di san Biagio, due candele incrociate (di solito legate tra di loro da un nastro) che vengono usate per benedire la gola e preservare dai malanni; ceri usati per la prima comunione o portati dai comunicandi in cerimonie solenni (cero della comunione); il cero che viene consegnato al padre del bambino o al padrino nella celebrazione del battesimo (cero battesimale).
Di un certo rilievo i ceri portati durante le processioni (cero processionale) da incaricati o appartenenti a certe confraternite, e i ceri per le cerimonie funebri, che per tradizione non dovrebbero essere bianchi come quelli per l'altare, ma di cera grezza e quindi giallo-marroni.

## Liturgia delle ore
Nel rito romano la liturgia delle ore ha come cardini le Lodi mattutine e i Vespri, che rivestono il carattere di preghiere del mattino e della sera. L'Ufficio delle letture conta la caratteristica propria di preghiera notturna per coloro che celebrano le vigilie, si può adattare a qualunque ora del giorno. I sacerdoti e i diaconi aspiranti al presbiterato, che in quanto tali sono obbligati a recitare ogni giorno la liturgia delle ore possono scegliere una sola delle ore di Terza, Sesta e Nona invece di recitarle tutte. La Compieta è l'ora che si recita prima del riposo notturno.
Anche quei fedeli che non sono vincolati all'obbligo di recitare la liturgia delle ore "sono caldamente invitati a partecipare alla liturgia delle ore, in quanto è azione della Chiesa".
Con il motu proprio Summorum Pontificum papa Benedetto XVI concesse ai "chierici costituiti in sacris" (sacerdoti e diaconi) il permesso di usare, invece del testo della Liturgia delle ore, quello del Breviario Romano promulgato nel 1962. Tale permesso non fu concesso ai membri degli istituti di vita consacrata e delle società di vita apostolica che sono vincolati alla celebrazione della liturgia delle ore a norma delle proprie costituzioni, né riguarda edizioni del Breviario Romano anteriori a quella del 1962, per esempio quella di Pio V del 1568.
L'edizione del Breviario Romano del 1962 contiene l'ora di Prima. Nell'anno successivo, il Concilio Vaticano II decretò: "L'ora di Prima sia soppressa". L'Ufficio delle letture è denominato "Mattutino", essendo spesso unito alle Lodi.

## Sacramenti

### Battesimo
La celebrazione del battesimo nel rito romano è abbastanza semplice. Quanto segue fa perlopiù riferimento al battesimo dei bambini. Il battesimo degli adulti viene celebrato secondo un analogo canovaccio, ma le varie parti del rito sono suddivise in celebrazioni distinte nel corso del catecumenato, e inoltre il candidato - essendo in età di ragione - ha una parte maggiore nell'interagire direttamente con il celebrante.
Si inizia con i riti di accoglienza, che possono venire celebrati fuori dalla chiesa o del battistero (più spesso tra le porte, nella bussola, per offrire ai neonati un riparo rispetto al clima esterno). Il celebrante (vescovo, sacerdote o diacono) fa il segno della croce sul candidato e invita i genitori e eventualmente i padrini a fare lo stesso.
Avviene poi la liturgia della Parola con la lettura di uno o due brani della Scrittura, una breve omelia e la preghiera dei fedeli. Seguono una invocazione dei santi, una orazione di esorcismo (perché il bambino sia liberato dal peccato originale e consacrato a Dio) e l'unzione sul petto con l'olio dei catecumeni.

Poi al fonte battesimale, di cui si benedice l'acqua, si celebra la liturgia del sacramento: i genitori e i padrini professano la fede della Chiesa nella quale il bambino sarà battezzato e il celebrante fa la triplice infusione o immersione del bambino mentre pronuncia la formula trinitaria battesimale:
Seguono l'unzione con il sacro crisma sul capo del bambino, con la quale egli viene consacrato come membro di Cristo sacerdote, re e profeta, e la consegna di una veste bianca e un cero acceso. La veste bianca rappresenta la veste che nell'antichità i neo-battezzati indossavano dopo il battesimo per una settimana: avvenendo il battesimo durante la veglia pasquale, ciò voleva dire fino alla domenica successiva, che non a caso si chiamava - e si chiama tuttora - Domenica "in albis (depositis)". Si ha ancora un ultimo rito esplicativo ("Effetà"), in cui il celebrante tocca orecchie e bocca del battezzato invocandone l'apertura all'ascolto della Parola di Dio e alla professione della fede. Si conclude con la recita del Padre nostro e la benedizione della madre del papà e di tutti i presenti e il congedo.
Nel rito romano del battesimo in uso prima del Concilio Vaticano II e tutt'oggi presso le comunità che seguono la forma extraordinaria del rito romano il celebrante all'inizio soffia tre volte nel volto del bambino dicendo: "Exi ab eo immunde spiritus, et da locum Spiritui Sancto Paraclito"; gli fa il segno della croce non solo nella fronte ma anche nel petto, benedice (con nove segni della croce) un po' di sale, che poi mette nella bocca del bambino, e pronuncia un esorcismo contro il diavolo ("Exorcizo te, immunde spiritus ... Ergo, maledicte diabole ..."). Poi mette l'estremità sinistra della stola sul bambino e lo introduce nella chiesa, recitando con i padrini il Credo degli apostoli e il Padre nostro mentre si procede verso il fonte battesimale, dove pronuncia un ulteriore esorcismo, compie il rito "Effetà", domanda al bambino se rinuncia a Satana (il padrino risponde: "abrenuntio" o "rinuncio"), lo unge con l'oleo dei catecumeni sul petto e sul dorso, domanda al bambino se crede nel Padre, nel Figlio e nello Spirito Santo e se vuole essere battezzato (il padrino risponde sempre) e poi lo battezza. Poi si fa l'unzione con il crisma sul capo del bambino, gli si impone sulla testa un panno bianco al posto di una veste bianca ("loco vestis albae") e si dà al bambino o al padrino una candela accesa. Poi si pronuncia la formula di congedo senza benedizione.

### Matrimonio
Nel rito romano, come nella Chiesa latina in generale, i ministri del matrimonio sono gli sposi, che si conferiscono mutuamente il sacramento esprimendo davanti alla Chiesa il loro consenso, mentre nelle tradizioni delle Chiese cattoliche orientali il sacerdote (vescovo o presbitero), oltre a essere testimone dello scambio di consenso tra gli sposi, dà una benedizione considerata necessaria per la validità del sacramento.
Nel rituale romano in uso prima del Concilio Vaticano II il sacerdote testimone qualificato può, secondo gli usi locali, dire "Ego coniungo vos in matrimonium in nomine Patris, Filii et Spiritus Sancti", frase che però non significa che egli sia il ministro.
All'espressione, davanti al testimone qualificato (sacerdote o diacono avente la necessaria giurisdizione ordinaria o delegata) e altri due testimoni, del consenso degli sposi, il rito romano prevede l'aggiunta di altre cerimonie in conformità con gli usi locali: la benedizione e l'imposizione della fede nuziale, l'incoronazione degli sposi, preghiere pronunciate dagli stessi sposi, la consegna simbolica di una caparra, l'accensione congiunta di una candela per mezzo di due lucignoli che poi si spengono.

### Ordine sacro
Alcuni sacramenti possono essere amministrati anche dai laici (battesimo), altri dai presbiteri o vescovi (l'eucaristia - la messa -, la riconciliazione o penitenza - confessione - e l'unzione dei malati), ma due sacramenti possono essere amministrati solo da vescovi: l'ordine e la cresima (che però ammette delegati dal vescovo).
L'ordine è il sacramento con cui si consacra un diacono, un sacerdote o un vescovo.
È bene notare che la pienezza dell'Ordine spetta al vescovo, e che non vi sono consacrazioni di ordine superiore.
Infatti i cardinali o il papa non ricevono un'ulteriore ordinazione. Questo deriva dal fatto che i primi in principio erano semplicemente i presbiteri e i diaconi incaricati della cura delle chiese della città di Roma e i vescovi delle diocesi intorno all'urbe (suburbicarie) e che il papa originariamente era semplicemente il vescovo della diocesi di Roma (tuttora lo è) e solo nel corso del tempo questa carica ha assunto il valore di guida della cristianità.

#### Ordinazione diaconale e sacerdotale
Una cerimonia solenne e complessa, celebrata durante una messa pontificale, consente al vescovo di ordinare i sacerdoti (o presbiteri) e i diaconi che lo coadiuvano. I due riti presentano la medesima struttura, pur variando ovviamente nei particolari testuali e rituali. La celebrazione prevede, dopo la liturgia della Parola e la verifica della volontà dei candidati attraverso una serie di domande, una parte penitenziale (gli ordinandi, con il camice, si prostrano a terra e vengono invocati tutti i santi con le litanie), una parte essenziale con l'imposizione delle mani da parte del vescovo e la preghiera di ordinazione, una parte esplicativa con la vestizione dei paramenti diaconali (stola e dalmatica) e sacerdotali (pianeta), la consegna degli oggetti liturgici connessi al grado dell'ordine (l'evangeliario per i diaconi, il pane e il vino da consacrare per i presbiteri). I presbiteri ricevono anche un'unzione sulle mani con il crisma, che consacra per sempre il sacerdote; dopo l'unzione, delle bende (il crismale) possono essere poste sul capo e a unire le mani del consacrato. L'ordinazione avviene alla cattedra oppure, davanti all'altare, al faldistorio, ovvero uno scranno mobile che serve al vescovo sia per pregare (come un inginocchiatoio) sia (se ci si siede sopra) per svolgere le funzioni sacerdotali maggiori, e indossando la mitra preziosa (uno dei tipi di mitra in dotazione ai vescovi).

#### Ordinazione episcopale

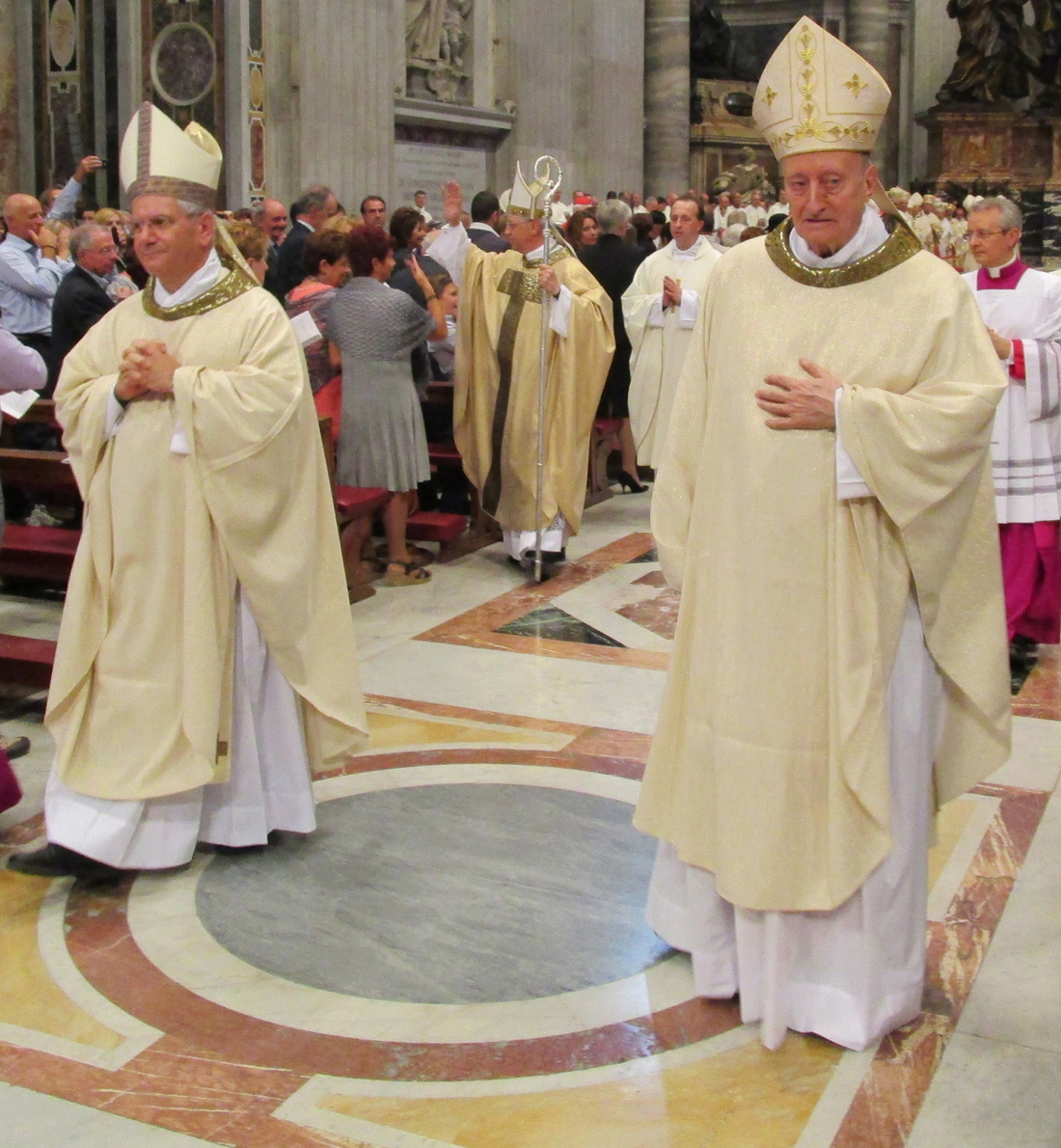
Mons. Maurizio Malvestiti benedice l'assemblea al canto del Te Deum, durante l'ordinazione episcopale nella Basilica di San Pietro in Vaticano; davanti a lui i vescovi coconsacranti Francesco Beschi e Giuseppe Merisi.

Anche l'ordinazione episcopale, o vescovile, è una cerimonia solenne e complessa, svolta durante una messa pontificale (prima dell'introduzione della concelebrazione ciascun vescovo celebrava contemporaneamente una messa diversa su un altare diverso), in cui di solito tre vescovi ordinano un nuovo vescovo. Dal punto di vista della validità basta un vescovo, ma la cerimonia (e la tradizione) richiedono la presenza di tre vescovi.
L'ordinazione episcopale viene sempre effettuata direttamente dal papa o dietro il suo permesso esplicito, ma può essere valida (anche se non legittima) anche in contrasto a questa disposizione, purché il consacrante sia un vescovo. Il vescovo che ordini un altro vescovo senza mandato pontificio incorre nella scomunica latae sententiae prevista dal Codice di diritto canonico (can. 1382). L'ordinazione episcopale, se conferita da un vescovo validamente ordinato, è a sua volta valida a tutti gli effetti anche se l'ordinando non è sacerdote: un vescovo non sacerdote, al momento della consacrazione episcopale, riceve infatti tutti gli ordini sacri. Questa regola è adottata da moltissime Chiese Cristiane Cattoliche indipendenti, ma in contrasto con la Chiesa Cattolica Romana in cui attualmente, a norma del Codice di Diritto Canonico (can. 378), il candidato all'episcopato deve essere presbitero da almeno cinque anni.
Lo svolgimento del rito avviene in questo modo: terminata la proclamazione del Vangelo, inizia la presentazione dell'ordinando con lettura del Mandato Apostolico e il canto del Veni Creator. Dopo le domande che si pongono all'ordinando, questi si prostra a terra mentre si invoca la protezione dei santi con il canto delle litanie. Uno alla volta, nel silenzio, i vescovi concelebranti impongono le mani sul capo dell'ordinando. Terminato il rito dell'imposizione delle mani, due diaconi aprono l'Evangeliario sul capo dell'ordinato, mentre il vescovo presidente pronuncia la preghiera di ordinazione. Il vescovo presidente procede poi con l'unzione con il crisma sul capo dell'eletto e impone la mitra, dona il pastorale e l'anello episcopale. Terminati questi riti, se durante la cerimonia il neo vescovo prende possesso della diocesi dove si celebra l'ordinazione, siede alla cattedra e procede la messa da presidente, altrimenti siede accanto al vescovo che presiede. Dopo la comunione l'ordinato scende nell'assemblea per benedirla, preceduto dai due coconsacranti, mentre si canta l'inno Te Deum.

## Riti della settimana santa
La Settimana Santa prevede riti particolari. Iniziano con la domenica delle Palme, che nel Novus Ordo è la sesta domenica di Quaresima e nel Vetus Ordo la seconda domenica di Passione (tempo liturgico che comincia quattordici giorni prima di Pasqua).
Ma i riti più importanti si svolgono durante il Triduo Pasquale, ovvero il giovedì, venerdì e sabato santo.
Il Giovedì Santo ha luogo la "Missa in Cena Domini" (messa nella cena del Signore), solo vespertina. Al mattino viene celebrata, solo nelle cattedrali, la Messa Crismale, una messa stazionale presieduta dal Vescovo, in cui vengono benedetti gli olii sacri che nel corso dell'anno serviranno per le somministrazioni dei Sacramenti del Battesimo, della Cresima, dell'Unzione degli infermi e dell'Ordine, oltreché per la dedicazione delle chiese e degli altari. La Messa in Cena Domini si chiude con la reposizione delle ostie consacrate in un altare a ciò predisposto. Dopo la messa si spoglia l'altare e, se è possibile, si rimuovono le croci dalla chiesa. È bene che si velino le croci che rimangono in chiesa. Da questo momento e fino al Sabato Santo non suonano più le campane, che anticamente venivano legate.
Nelle edizioni tridentine del Messale Romano non si prevede la rimozione dalla chiese delle croci, velate dalla V Domenica di Quaresima, che nell'edizione 1962 è chiamata "Domenica I di Passione" e nelle edizioni anteriori "Domenica di Passione".
Il Venerdì Santo è giorno aliturgico: non viene celebrata la messa. Nel pomeriggio si celebra la liturgia della Parola (compresa la lettura della Passione), una grande preghiera universale e lo svelamento della croce (le croci che erano state velate il giorno precedente rimangono velate) che verrà utilizzata per l'adorazione delle croce (vedi Venerdì santo), invece della liturgia eucaristica avviene la Comunione sotto la specie del pane consacrato nei giorni precedenti.
Anche il Sabato Santo la Chiesa da antica tradizione non celebra la messa, ma si dedica alla contemplazione del silenzio con la preghiera della Liturgia delle Ore.
Poi nella notte seguente si inizia il tempo pasquale (tra le 22 e le 4), con la liturgia della Veglia pasquale, forse il rito più complesso del rito romano, che comprende la benedizione del fuoco, l'accensione del cero pasquale, il canto dell'Exsultet, una lunga e articolata liturgia della Parola (con un minimo di cinque e un massimo di nove letture tra Antico e Nuovo Testamento, e i rispettivi Salmi responsoriali), la benedizione dell'acqua battesimale e lustrale e la celebrazione della messa solenne di Resurrezione.

## Benedizioni
Il rito romano prevede molti tipi e forme di benedizioni, alcune delle quali sono molto semplici (es. quelle degli oggetti e delle altre realtà di uso quotidiano - dal cibo agli aeroporti -, delle immagini dei santi), altre accompagnate da speciali processioni (es. le rogazioni, che prevedono la benedizione dei campi, e che si rifanno a una filiera di riti antichi precristiani), e infine quelle impartite durante le celebrazioni solenni (es. la benedizione eucaristica nella festa del Corpus Domini). È da notare che quando si fanno altre processioni, come in onore del santo patrono, la benedizione viene data di norma dopo la conclusione della processione, mentre qui si parla di processioni finalizzate esplicitamente alla benedizione.
Vi sono benedizioni che possono essere fatte anche da laici (come quelle impartite dal capofamiglia), altre riservate ai diaconi, sacerdoti e vescovi, e una (la benedizione Urbi et Orbi) riservata al papa. Le benedizioni possono comportare o accompagnare un'indulgenza.
Le benedizioni possono essere fatte con le mani, con l'eucaristia, con reliquie o con altri oggetti sacri.

### Benedizioni con le mani
Anticamente e in certi frangenti ancor oggi la benedizione viene praticata ponendo le mani sulla testa della persona che si benedice, ma quest'azione viene riferita ormai più alla celebrazione di alcuni sacramenti (cresima, ordine, unzione dei malati) che alla benedizione.
Oggi di norma la benedizione consiste nel tracciare un segno di croce verticale nell'aria recitando la formula (di norma "Benedictio Dei Omnipotentis, Patris, et Filii, et Spiritus Sancti descendat super vos et maneat semper" - "La benedizione di Dio onnipotente, Padre, Figlio e Spirito Santo discenda su di voi e con voi rimanga sempre", o "Benedicat vos Omnipotens Deus, Pater..." - "Vi benedica Dio onnipotente, Padre...").
I vescovi non tracciano una croce ma tre, una pronunciando il nome del Padre, una il nome del Figlio e una lo Spirito Santo. Se benedicono più persone la prima croce viene tracciata al centro, la seconda a sinistra e la terza a destra.

## L'uso del Messale Romano del 1962
L'uso dell'edizione 1962 del Messale Romano è concesso con l'autorizzazione del vescovo della diocesi, che definisce il luogo e i giorni in cui è consentita la celebrazione eucaristica secondo tale Messale.
Dal 2007 al 2021, nelle chiese dove esisteva un gruppo di fedeli aderenti alla tradizione liturgica di prima del 1970 bastava l'autorizzazione del parroco o rettore della chiesa.

## Riti (cerimonie)
Con il tempo particolari riti vengono abbandonati, diventano facoltativi o cadono in disuso. Ciò vale anche per i riti liturgici.
In un rito riguardante l'offertorio del rito romano, i fedeli una volta deponevano di fronte all'altare doni, oltre al pane e il vino usati per l'eucaristia, usanza abbandonata nel tardo Medioevo, ma restituita facoltativamente dopo il Concilio Vaticano II.
Un rito non strettamente liturgico riguarda la constatazione della morte del papa. Dopo l'accertamento medico del decesso del pontefice, il cardinale camerlengo assistito dall'arcivescovo vicecamerlengo, dai chierici e dal notaio della Camera Apostolica, dal maestro delle celebrazioni liturgiche e dai cerimonieri pontifici, firma l'atto ufficiale della constatazione ed eleva alcune preghiere in suffragio dell'anima del pontefice defunto. Successivamente si procede al sigillo degli appartamenti papali con la ceralacca e alla rottura dell'anello piscatorio una volta usato come sigillo per i brevi e la corrispondenza privata.
Anticamente il camerlengo batteva leggermente per tre volte con un piccolo martello sulla fronte del papa, chiamandolo con il suo nome di battesimo, e infine pronunziava la frase "Vere Papa N. mortuus est"-"Papa n. è morto veramente". Questa parte del rito ha luogo per l'ultima volta con papa Benedetto XV nel 1922, poiché alla morte di papa Pio XI il camerlengo cardinale Eugenio Pacelli non ritenne opportuno l'uso del martelletto, che da allora cadde in disuso. Il rito tuttavia continua ad avere luogo.
Altri riti riguardano lo svolgimento dei pontificali. Uno di questi, la praegustatio del pane e del vino, inteso a evitare qualsiasi sospetto di veleno, viene riferito come in uso fino a non molto tempo fa. È menzionata in relazione alla messa papale, per rimuovere ogni sospetto di veleno come nei banchetti dei re, al rito lionese e, ancora nella messa pontificale celebrata dal cardinale Raymond Leo Burke il 13 febbraio 2019.
Le cerimonie più vistosamente cadute in disuso sono le più fastose cerimonie pontificie, che negli ultimi decenni sono state drasticamente semplificate.
È caduta in disuso a partire dal papa Giovanni Paolo I la cerimonia dell'incoronazione. Come detto nel paragrafo dedicato all'ordinazione il papa non viene "consacrato papa", perché la sua ordinazione è quella vescovile. Ma veniva incoronato con una cerimonia grandiosa. Il pontefice entrava nella Basilica di San Pietro solennemente, in sedia gestatoria, con baldacchino e flabelli ornati di piume di struzzo bianche, prevedeva qualcosa di simile. Il cerimoniere lungo il tragitto fermava la solenne processione e diceva: "Beatissime pater, sic transit gloria mundi" (Beatissimo padre, così passa la gloria del mondo) e spegneva uno stoppino acceso in cima a un'asta portata da un apposito ministro. Al che il papa scendeva dalla sedia gestatoria, e si inginocchiava qualche istante a meditare sulla caducità delle cose terrene. Poi il papa risaliva sulla sedia gestatoria, il corteo riprendeva, e così per tre volte dall'ingresso nella basilica fino ai gradini dell'altare della confessione. L'incoronazione avveniva sul sagrato, o ai piedi di questo altare, e il papa assumeva la tiara o triregno.
Molti altri aspetti delle cerimonie pontificie sono caduti in disuso. Tra questi l'uso di particolari strumenti (i già citati flabelli). In disuso anche la sedia gestatoria, ovvero una sedia che aveva quattro prolungamenti o aste, due davanti e due dietro, e il papa seduto veniva portato a spalla da appositi dignitari denominati per l'appunto Sediari Pontifici. Sono in disuso anche certi paramenti: oltre alla citata tiara o triregno, da ricordare il fanone papale di solito solo rosso o bianco senza seguire gli altri colori liturgici) e altre cerimonie e strumenti, dal martello d'argento per abbattere la Porta Santa al succintorio.
Sono stati aboliti anche vari corpi militari che accompagnavano i pontificali pontifici. Tra questi la Guardia nobile (i cui militari erano scelti tra la nobiltà romana), la Guardia Palatina e altre figure legate all'antica Corte Pontificia. In origine (quando il percorso non era delimitato da transenne) essi avevano il compito di fare largo al corteo pontificio menando colpi di mazza sulla folla, ma ben presto la mazza divenne una semplice insegna d'onore.
I mazzieri e gli altri corpi sono stati presenti l'ultima volta per l'incoronazione di papa Giovanni XXIII.

## Altri riti occidentali
- Rito patriarchino
- Rito gallicano